# شايبه إس إف-23 سبيرلنغ
شايبه إس إف-23 سبيرلنغ  (بالإنجليزية: Scheibe SF-23 Sperling)‏ هي طائرة أحادية السطح أنتجت في ألمانيا. من صناعة شايبه. كان أول طيران لها في 1955. صنع منها 27 طائرة.